# 河鼓增二
天鷹座46，又名BD+11 3954，HD 186122、SAO 105156、HR 7493，是天鷹座的一颗恒星，视星等为6.34，位于銀經49.62，銀緯-5.44，其B1900.0坐标为赤經19h 37m 31.3s，赤緯+11° -5.44′ 30″。